# Jerchel (Elbe)
Jerchel is een plaats en voormalige gemeente in de Duitse deelstaat Saksen-Anhalt, en maakt deel uit van de Landkreis Stendal.
Jerchel telt 129 inwoners.